# البطولة الوطنية المجرية 1931–32
البطولة الوطنية المجرية 1931–32 (بالمجرية: 1931–1932-es magyar labdarúgó-bajnokság)‏ هو الموسم 29 من  البطولة الوطنية المجرية. أشرف على تنظيمه اتحاد المجر لكرة القدم، وكان عدد الأندية المشاركة فيه  12، وفاز فيه نادي فيرينتسفاروشي.